# Reformacja (mormonizm)
Reformacja – okres we wczesnej historii Kościoła Jezusa Chrystusa Świętych w Dniach Ostatnich charakteryzujący się dążeniem do duchowej odnowy wiernych.
Ruch reformacyjny został zainicjowany przez przywództwo Kościoła we wrześniu 1856. Prezydent Brigham Young wysłał wówczas Jedediaha M. Granta, swego drugiego doradcę, z misją głoszenia potrzeby reform świętym zamieszkałym w osadach na północ od Salt Lake City. Grant, przemawiając w tych okolicznościach do zgromadzonych współwyznawców, wezwał ich do oddania się dziełu reformy oraz do wyrażenia swej gotowości do bycia częścią tego procesu przez ponowny chrzest. Charyzmatyczny Grant, znany ze swych zdolności oratorskich, odniósł znaczący sukces, a nawoływania do duchowej odnowy zaczęły wkrótce rozbrzmiewać w innych osadach mormońskich w regionie.
Początkowo aktywność reformatorska, mimo zainicjowania jej przez przywódców, miała generalnie spontaniczny charakter. Dochodziło do masowych ceremonii ponownych chrztów, pospiesznych wyznań grzechów przesyconych optymizmem i pragnieniem duchowego odrodzenia. Stopniowo wszakże zaczęły się ujawniać w łonie młodego ruchu tendencje bardziej legalistyczne, akcentujące ład, porządek oraz wysokie wymagania przywódców kościelnych. Szczególnie silne były one w Salt Lake City, zatem w siedzibie władz Kościoła. Każdemu ze stołecznych okręgów mormońskich przydzielono dwóch misjonarzy domowych. Wyposażeni w składający się z dwudziestu siedmiu pytań katechizm odwiedzali oni domostwa świętych próbując ustalić, czy zamieszkujące je osoby żyją zgodnie z oczekiwanymi standardami moralnymi. W razie potrzeby pomagali też w utrzymywaniu higieny osobistej, weryfikowali częstość uczęszczania na spotkania sakramentalne i upewniali się, czy ich podopieczni żyją w zgodzie z dziesięcioma przykazaniami. Do ponownych chrztów doszło w Salt Lake City wczesną wiosną 1857. Okres ten generalnie uznaje się za kres reformacji, choć rozbudzony przez nią zapał trwał do połowy 1858.
Zgodnie z zaleceniami Brighama Younga reformacja miała objąć cały Kościół, także poza granicami Stanów Zjednoczonych czy Utah. Jakkolwiek jej przebieg na terenach znajdujących się poza zasadniczym rdzeniem mormońskiego osadnictwa nieco się różnił, ponowny chrzest uznawano za w zasadzie obowiązkowy dla wszystkich. Ci, którzy na ponowne ochrzczenie się zgody nie wyrazili, mogli utracić członkostwo we wspólnocie. Gorliwe wprowadzanie tej zasady w życie spowodowało zresztą wykluczenie z Kościoła znacznej liczby mieszkających w Wielkiej Brytanii członków, uznanych za niewystarczająco gorliwych.
Okres reformacji budzi znaczące kontrowersje. Niektórzy niechętni mormonizmowi badacze mylnie wskazywali, jakoby miano wówczas głosić zadośćuczynienie poprzez krew. Jakkolwiek niektórzy liderzy, zwłaszcza sam Brigham Young, istotnie nauczali, że mogą zaistnieć sytuacje, w których Bóg wymagałby dobrowolnego oddania życia przez mordercę w procesie zadośćuczynienia, tego typu komentarze miały raczej retoryczny, niżli dosłowny charakter. Young zresztą z równą siłą nawoływał do wybaczenia skruszonym i pokutującym grzesznikom. Dla wielu świętych w dniach ostatnich reformacja istotnie natomiast była źródłem znaczącej duchowej odnowy. Obecność na spotkaniach, częstotliwość płacenia dziesięciny oraz dobrowolne ofiary składane przez wiernych uległy zwielokrotnieniu. Cały proces, jak zauważano, pomógł też niejako oddzielić ziarna od plew, jako że część mieszkańców opuściła uprzednio przez siebie zasiedlane mormońskie osady. Prawdopodobnie najbardziej niszczącą spuścizną tego okresu była wzmożona fala antymormońskiej literatury, traktującej o panujących wówczas w Utah rządach terroru. Spekuluje się, iż reformacja mormońska może być przeceniana tak przez krytyków, jak i przez apologetów. Jej długofalowe skutki zdają się być dyskusyjne, tak jak zresztą i jej intensywny, inicjowany wszak odgórnie ferwor.